# Ryton (Shropshire)
Ryton – wieś w Anglii, w hrabstwie Shropshire. Leży 30 km na wschód od miasta Shrewsbury i 196 km na północny zachód od Londynu.